# Торопелешть
Торопелешть, Торопелешті (рум. Toropălești) — село у повіті Бузеу в Румунії. Входить до складу комуни Буда.
Село розташоване на відстані 133 км на північний схід від Бухареста, 39 км на північ від Бузеу, 87 км на захід від Галаца, 103 км на схід від Брашова.

## Населення
За даними перепису населення 2002 року у селі проживали 492 особи. Усі жителі села рідною мовою назвали румунську.
Національний склад населення села:
| Національність | Кількість осіб | Відсоток |
| -------------- | -------------- | -------- |
| румуни         | 381            | 77,4%    |
| цигани         | 111            | 22,6%    |